# بينامارغوسا
بلدية بينامارغوسا (بالإسبانية: Benamargosa) هي بلدية تقع في مقاطعة مالقة التابعة لمنطقة الأندلس جنوب إسبانيا.

## الديموغرافيا
بلغ عدد سكان بلدية بينامارغوسا 1.617 نسمة عام 2011 (وفقاً للمعهد الوطني الإسباني للإحصاء).
| 1.590 | 1.552 | 1.520 | 1.585 | 1.631 | 1.631 | 1.617 |